# U Zlatého tygra
U Zlatého tygra je městský dům se stejnojmennou restaurací v Praze 1 na Starém Městě v Husově ulici čp. 228. Původně byla v prostorách podniku kavárna, od roku 1864 je zde pivnice tradičně spojená s Plzeňským Prazdrojem. Celý dům je památkově chráněn.

## Historie
Nejstarší zmínka o domě pochází z roku 1360. Ve 30. letech 19. století v přízemních prostorách fungovala Šochova kavárna, která zde kromě občerstvení pro hosty nabízela velké množství českých i německých časopisů. Často jimi listovali např. František Palacký, spisovatelé a básníci Josef Kajetán Tyl, František Ladislav Čelakovský, Šebestián Hněvkovský, Prokop Chocholoušek či Jan Slavomír Tomíček. Mezi hosty nechyběl ani Karel Hynek Mácha.
Od 60. let 19. století kavárnu nahradil hostinský provoz, který zde rozjížděli manželé Felberovi. Posléze se tu vystřídalo mnoho majitelů a hostinských, než dům s podnikem zakoupil v létě 1935 František Skořepa a zrenovoval pivnici do podoby, kterou si v zásadě držela mnoho následující desetiletí. Právě on na dům nechal v roce 1935 vyrobit domovní znamení s kráčejícím tygrem, jehož autor není znám. Za Skořepova vedení podnik začal požívat nebývalé popularity a přitahovat mnoho hostů zvučných jmen. Mezi štamgasty nechyběli např. herci a zpěváci Rudolf Deyl starší, Ivo Žídek, Oldřich Kovář, Václav Bednář, Karel Burian, Rudolf Friml, dále spisovatelé Eduard Bass, Josef Kopta, Josef Hais Týnecký či Zdeněk Matěj Kuděj, výtvarní umělci František Líbal, Jan Trampota, Vojtěch Sucharda, Vratislav Nechleba, Alois Moravec nebo grafik Slavoboj Tusar. Skořepa restauraci vedl i po znárodnění až do své smrti. Později patřil mezi výrazné vedoucí František Procházka, za něhož byl hostinec v 60. letech 20. století znovu rekonstruován.

## Bohumil Hrabal a Bill Clinton
Od 70. let 20. století podnik několik desetiletí vedl Karel Hulata, po roce 2014 jeho nástupce Jan Hendrych, přičemž se dům s hostincem po restitucích vrátil do vlastnictví Skořepových potomků. Neobvyklou popularitu si pivnice drží až do dnešních dnů, patří také mezi oblíbené turistické zastávky. Pravidelně ji navštěvuje i mnoho známých osobností z oblasti kultury, sportu, politiky i dalších odvětví. Nejčastěji zmiňovaným štamgastem je spisovatel Bohumil Hrabal, který zde zejména v 80. a 90. letech patřil k takřka denním hostům a zmiňuje pivnici i v mnoha svých dílech. Slavnou a mediálně velmi často připomínanou událostí je návštěva prezidentů Václava Havla a Billa Clintona spolu s Madeleine Albrightovou, k níž došlo v lednu 1994. V roce 2014 napsal Lukáš Berný knihu o historii restaurace nazvanou Kde pijí múzy – U Zlatého tygra.

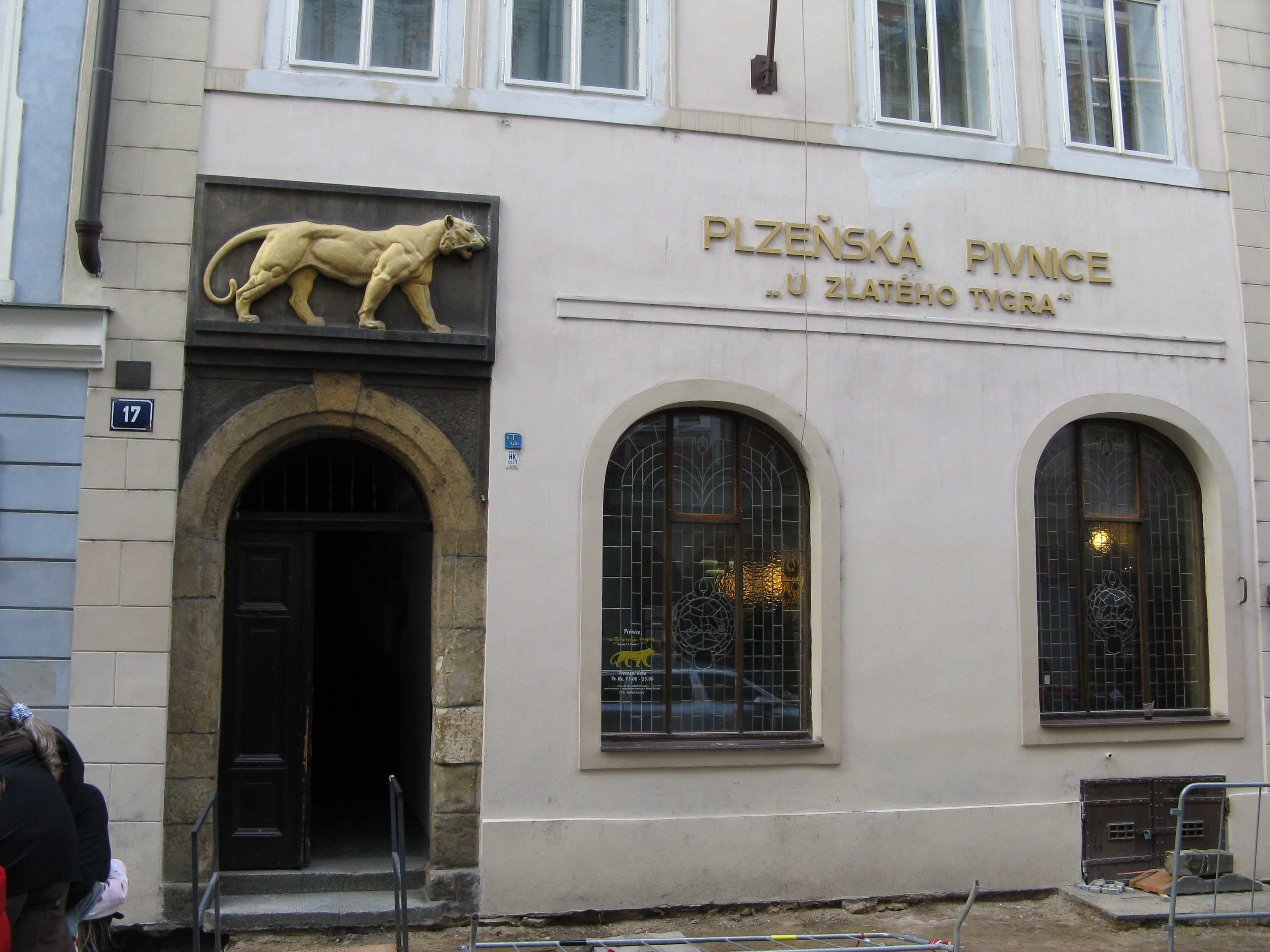
Pivnice U Zlatého tygra
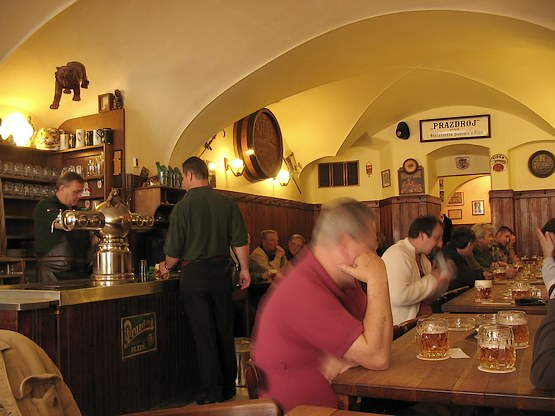
Interiér restaurace
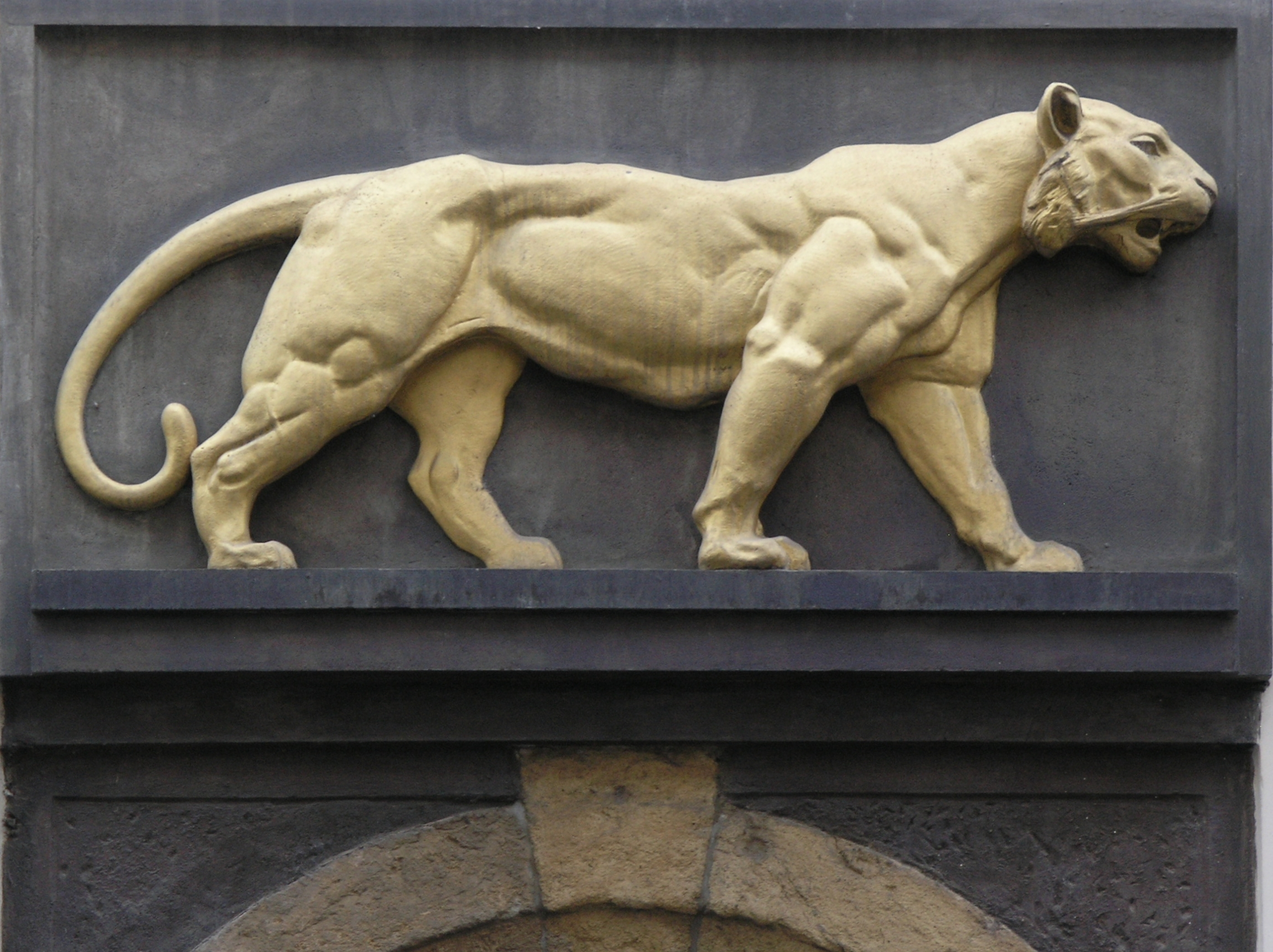
Domovní znamení
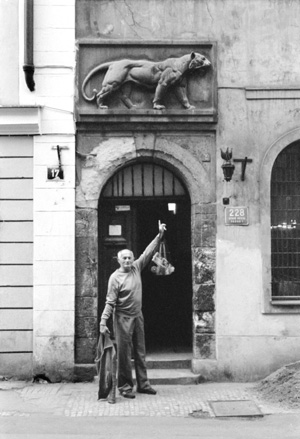
Bohumil Hrabal před pivnicí